# Campeonato Mundial de Ginástica Artística de 1930
O IX Campeonato Mundial de Ginástica Artística transcorreu entre os dias 12 e 14 de julho de 1930, na cidade de Luxemburgo, Luxemburgo. 
A cidade de Luxemburgo tornou-se a primeira a sediar, por duas vezes, um Campeonato Mundial. Esta edição marcou ainda a entrada da prova do solo como evento individual permanente no cronograma da competição.

## Eventos
- Equipes
- Individual geral
- Barras paralelas
- Barra fixa
- Argolas
- Cavalo com alças
- Solo

## Medalhistas
Masculinos
| Evento           | Ouro | Prata | Bronze |
| Equipes          | Josef Effenberger · Jan Gajdos · Emmanuel Löffler · Julius Rybak · Bedrich Supcik · Ladislav Tikal · Jindrich Tintera · Ladislav Vacha · Tchecoslováquia · (896,300) | Louis Castelli · Jean Chanteur · Jean Gounot · Marcel Itten · Alfred Krauss · Georges Leroux · Maurice Rousseau · Armand Solbach · França · (871,750) | Rafael Ban · Boris Gregorka · Anton Malej · Josip Primosic · Leon Stuckelj · Peter Sumi · Neli Zupancic · Stane Zilic · Iugoslávia · (849,750) |
| Individual geral | Josip Primozić · Iugoslávia · (-) | Jan Gajdos · Tchecoslováquia · (-) | Emanuel Löffler · Tchecoslováquia · (-) |
| Barra fixa       | István Pelle · Hungria · (32,000) | Miklos Peter · Hungria · (31,700) | Leon Stuckelj · Iugoslávia · (31,550) |
| Cavalo com alças | Josip Primozić · Tchecoslováquia · (31,400) | Petar Sumi · Tchecoslováquia · (30,600) | Jan Gajdos · Tchecoslováquia · (30,500) |
| Barras paralelas | Josip Primozić · Iugoslávia · (31,150) | Alfred Krauss · França · (30,000) | Ladislav Vacha · Tchecoslováquia · (29,900) |
| Argolas          | Emanuel Löffler · Tchecoslováquia · (32,000) | Bedrich Supcik · Tchecoslováquia · (31,500) | Bedrich Supcik · Tchecoslováquia · (30,450) |
| Solo             | Josip Primozić · Iugoslávia · (30,250) | Emanuel Löffler · Tchecoslováquia · (30,150) | Alfred Krauss · França · (30,100) |

## Quadro de medalhas
| Ordem | País            |   |   |   |    |
| 1     | Iugoslávia      | 4 | 1 | 2 | 7  |
| 2     | Tchecoslováquia | 2 | 3 | 4 | 9  |
| 3     | Hungria         | 1 | 1 | 0 | 2  |
| 4     | França          | 0 | 2 | 1 | 3  |
| TOTAL | TOTAL           | 7 | 7 | 7 | 21 |